# Titulcia javensis
Titulcia javensis är en fjärilsart som beskrevs av W. Warren 1916. Titulcia javensis ingår i släktet Titulcia och familjen trågspinnare. Inga underarter finns listade i Catalogue of Life.